# Liste des députés européens d'Estonie de la 9e législature

Cet article présente la liste des députés européens d'Estonie élus lors des élections européennes de 2019 en Estonie.

## Députés européens élus en 2019
| Nom              | Parti | Parti                                         | Groupe parlementaire européen | Portrait |
| ---------------- | ----- | --------------------------------------------- | ----------------------------- | -------- |
| Andrus Ansip     |       | Parti de la réforme d'Estonie (ER)            | Renew Europe                  |          |
| Marina Kaljurand |       | Parti social-démocrate (SDE)                  | S&D                           |          |
| Jaak Madison     |       | Parti populaire conservateur d'Estonie (EKRE) | ID                            |          |
| Sven Mikser      |       | Parti social-démocrate (SDE)                  | S&D                           |          |
| Urmas Paet       |       | Parti de la réforme d'Estonie (ER)            | Renew Europe                  |          |
| Riho Terras      |       | Isamaa (I)                                    | PPE                           |          |
| Jana Toom        |       | Parti du centre d'Estonie (Kesk)              | Renew Europe                  |          |

## Entrants et sortants
| Entrant     | Entrant | Parti      | Groupe | En remplacement de | Date             | Motif                                |
| ----------- | ------- | ---------- | ------ | ------------------ | ---------------- | ------------------------------------ |
| Riho Terras |         | Isamaa (I) | PPE    | Siège vacant       | 1er février 2020 | Redistribution des sièges du Brexit. |

## Changement d'affiliation
| Membre | Parti  | Parti   | Groupe | Groupe  | Date |
| Membre | Ancien | Nouveau | Ancien | Nouveau | Date |
| ------ | ------ | ------- | ------ | ------- | ---- |